# Azay-sur-Cher
Azay-sur-Cher település Franciaországban, Indre-et-Loire megyében. Lakosainak száma 3127 fő (2022. január 1.). Azay-sur-Cher Athée-sur-Cher, Esvres, Montlouis-sur-Loire, Saint-Martin-le-Beau, Truyes és Véretz községekkel határos.

## Népesség
A település népességének változása:
| Lakosok száma | 1194 | 1830 | 2408 | 2878 | 3037 | 3040 | 3082 | 3099 | 3089 | 3127 |
|               | 1968 | 1982 | 1990 | 2006 | 2013 | 2015 | 2017 | 2019 | 2020 | 2022 |